# Васильківська волость
Васильківська волость — історична адміністративно-територіальна одиниця Васильківського повіту Київської губернії. Волосне правління розташовувалось у повітовому місті Васильків (до складу волості входили передмістя Василькова: Западинці, Застугна, Здорівка, Піски).
1919 року центром повіту стає Біла Церква, Васильків перетворюється на заштатне місто і його включено до складу волості.
Станом на 1886 рік складалася з 17 поселень, 7 сільських громад. Населення — 5812 осіб (2850 чоловічої статі та 2962 — жіночої), 1062 дворових господарства.
|                     | Площа, десятин | У тому числі орної, дес. |
| ------------------- | -------------- | ------------------------ |
| Сільських громад    | 7260           | 4839                     |
| Приватної власності | 1              | —                        |
| Іншої власності     | 112            | 45                       |
| Загалом             | 7373           | 4884                     |

Поселення волості:
- Васильківське селянське товариство: передмістя Застугна, хутір Калантир.
- Западинське селянське товариство: передмістя Западинка, хутори Каплиця, Дерев'янки, Борисів, Залізний.
- Здорівське селянське товариство: передмістя Здорівка, хутори Діброва, Багрин, Черкас, Хлебча, Путрівка.
- Митниця.
- Піщанське селянське товариство: передмістя Піски, хутори Деренин, Скорий, Деладначин.
- Плесецьке — колишнє власницьке село при річці Плиска, 2930 осіб, 536 дворів, православна церква, школа, 5 постоялих будинків, 5 лавок.

Старшинами волості були:
- 1909—1910 року — Василь Микитович Луценко[2],[3];
- 1912—1915 роках — Корній Іванович Ільченко[4],[5],[6].